# 8777 Торквата
8777 Торквата (8777 Torquata) — астероїд головного поясу, відкритий 16 жовтня 1977 року.
Тіссеранів параметр щодо Юпітера — 3,309.
Назва походить від латинської назви птаха трав'янки чорноголової (Saxicola torquata).